# ベイビーわるきゅーれ
『ベイビーわるきゅーれ』（英語表記：Baby Walkure、英題：Baby Assassins）は、阪元裕吾監督の日本映画。本作は2021年7月30日に公開された。本作のシリーズ第2作『ベイビーわるきゅーれ 2ベイビー』が2023年3月24日に公開され、本作のシリーズ第3作『ベイビーわるきゅーれ ナイスデイズ』が2024年9月27日に公開された。また、2024年9月5日（4日深夜）からテレビ東京で本作の連続テレビドラマ『ベイビーわるきゅーれ エブリデイ!』を放送した。

## 概要
社会に適合できない女子高生殺し屋コンビを主人公にした青春バイオレンスアクション。阪元裕吾が監督・脚本を務め、自身の監督作『ある用務員』でも女子高生の殺し屋コンビを演じていた髙石あかりと伊澤彩織が好評で人気を集めたことから、2人を再び同じような設定のもと主演に抜擢した。高石、伊澤ともに映画初主演となる。
アクション監督は『THE NEXT GENERATION -パトレイバー-』シリーズやジャパンアクションアワード2014でベストアクション作品賞他三部門を受賞した『BUSHIDO MAN』の園村健介が務め、終盤のアクションシーンに関して阪元は「すべておまかせ」したと述べている。なお、伊澤と三元の立ち回りでは撮影1週間前の合わせのミット打ちでパンチを笑われたため、伊澤は後日のインタビューで、肘打ちを入れるなど「半分以上がアドリブであった」と語っている。
全体テーマは「殺し屋と暮らし」。主演の女子高生を演じる髙石と伊澤は、実年齢では9歳の隔たりがある。ラバーガール2人（大水、飛永）の起用は荒唐無稽な設定をリアルに演じてもらいたかったため。舞台挨拶で大水は「（コンビニ店長役のため）役作りをするにあたって、歯を全部抜いた」「でもコンビニ店長は歯があった方がいいなと思って、もう1回全部入れ直しました」とボケた。
当初の企画案では『JKわるきゅーれ』のタイトルであった。6回ほど変わったのちに『ベイビーわるきゅーれ』に決まった。
上映館の一つ、池袋シネマ・ロサでは『君の名は。』、『カメラを止めるな!』に次ぐ9か月以上に及ぶロングラン上映を記録した。
2021年9月、アメリカのオースティン・ファンタスティック映画祭にて『Baby Assassins』のタイトルでインターナショナル・プレミア上映された。

## あらすじ
高校卒業を控える女子高生の杉本ちさとと深川まひろには、殺し屋という裏の顔があった。彼女たちは組織から委託される人殺しはそつなくこなせた一方、日常の生活能力は低い上、公共料金や年金・税金等の支払いが遅れることも少なくなかった。
卒業後、組織の方針で二人暮らしをしながら、表の顔として社会人をしなければならなくなった二人。殺し屋として不自由ない生活をしながらもアルバイトをしなければならない現状に、文句を言いつつ適合しようとする二人であったが、当然のように失敗続きに……。
おまけに、コミュニケーションが苦手なまひろはコンビニの面接すら失敗するのに対し、ちさとは持ち前の明るさによってそつなく社会人をこなしてしまい、二人の間に険悪な空気が流れてしまう。
そんなある日のこと。ちさとがバイトをするメイドカフェに、残忍なヤクザの浜岡一平とかずきの親子が訪れる。最初は新ビジネスの参考のため、メイドカフェを楽しんでいた二人だったが、姫子の失敗に激昂した一平によって店はジャックされ、メイドたちはあわや売られそうになってしまう。たまたま居合わせたちさとは、勢いで二人を射殺。店にはいられなくなって退職するハメに。
その晩、険悪なムードを作ってしまったまひろが、嫉妬していたことを謝罪し、ちさとはそれを受け入れた。二人がお詫びのケーキを食べようとした時、一平の娘であるひまりが宣戦布告の電話を掛けてくる。それを受けたちさととまひろは、ひまりの下に乗り込み、配下のヤクザや精鋭の渡部ごと一派を壊滅させた。
何事もなかったように日常に戻った二人は、その後もままならない日々を過ごすのであった。

## 登場人物

### 主要人物
杉本ちさと
演 ‐ 髙石あかり
本作の主人公の１人。黒のロングヘア。友人のまひろと共に女子高生殺し屋として台東区で活動していたが、卒業に伴って、組織の方針により社会人としてやっていくことになる。性格は明るく社交的で、まひろよりはコミュニケーションが取れるが、同レベルに社会を知らない。また、ズボラでがさつな面があり、まひろに殺しの仕事を放り投げることもある。一見して社会に馴染めそうだが、内には短気で暴力的な面を秘めており、動かない家電を殴りつけたり、バイト先で暴力衝動を解放してクビになってしまうことも。
殺し屋としての実力は高く、銃を突きつけられた状態から瞬時に奪い取って二人を射殺できるほど。殺しの際につい頭を撃ってしまうのが玉に瑕。
深川まひろ
演 ‐ 伊澤彩織
本作の主人公の１人。金のショートカット。ちさとと共に女子高生殺し屋として活動しており、卒業後は同居生活を送ることに。いつもオドオドしており、声も聞き取りづらく話も苦手など、いわゆる「コミュ障」である。コンビニの面接すら通らず、ちさとと共に働こうとしたメイドカフェではあまりの無愛想さに体験入店にさせられた。
いつも家で格闘トレーニングをしており、精鋭を相手取っても互角に戦えるほど。格闘シーンでは、演じる伊澤のキレの良いアクションが窺える。

### その他
浜岡一平
演 ‐ 本宮泰風
本作の悪役の１人。残忍なヤクザで、息子のかずきと娘のひまりを使い、様々な違法ビジネスに手を染める。「油を売る」などの慣用句が通用しないほどの堅物で、些細なことでも一般人相手に障害が残るほどの暴力を振るう。
ちさとの働くメイドカフェで姫子の失敗（オムライスに「仁義」の字が書けなかった）に激怒して首を絞める暴力をふるうも、その場に居合わせたちさとに、かずき共々射殺された。
浜岡ひまり
演 ‐ 秋谷百音
本作の悪役の１人。一平の娘。父に甘えるなど言動は浮ついており、いかにも頭が悪そうな振る舞いをするが、裏では一平を始めとしたヤクザにシビアな目を向けている。また、死体に残った香水の匂いでちさとを特定し、罠に嵌めて武器を奪うなどやり手の一面も。渡部は配下。
父と兄を殺害されたことでちさとへ報復を試みる。一時は彼女を追い詰めるも、最後はサブマシンガンで蜂の巣にされ死亡した。
浜岡かずき
演 ‐ うえきやサトシ
本作の悪役の１人。一平の息子。ガラの悪いチンピラの風貌だが、奔放な父や妹に手を焼く苦労人。悪党ではあるが父よりはまだ良識があり、一平の暴挙を止めようとするも、彼の恐ろしさの前には逆らえない。一平の命令でメイドカフェの店員たちを売り払う為に整列させる中、従わないちさとに銃を向けたばかりに一瞬で奪われ殺害された。
渡部
演 ‐ 三元雅芸
ひまりの側近の青年で、暴力担当。強い相手との戦いに餓えている。襲撃してきたまひろを相手に当初は善戦するも、落ちた銃を取ると見せかけたまひろの頭突きで不意を突かれ、そのまま逆転され殺害された。
田坂さん
演 ‐ 水石亜飛夢
組織に属する清掃担当。説教が長い。殺しの際に頭を撃つちさとにクレームをつける。
説教に入るとメジャーのテープを出し入れする癖がある。
須佐野
演 ‐ 飛永翼
組織に属し、ちさと・まひろコンビをサポートする担当者。二人の社会不適合者な一面には手を焼いている。
凪子
演 ‐ 辻凪子
ちさとが働く喫茶店の先輩店員。仕事に厳しく、要領の悪いちさとに当たりが強いが、できた時はちゃんと認める度量を持つ。ひょんなことからキレたちさとに首を捻じられ、意識はあったもののその後の安否は不明。
コンビニ「ハピネスマート」店長
演 ‐ 大水洋介
まひろが面接を受けたコンビニの店長。ゲームばかりする子供がいる。野原ひろしの（本当は言っていない）名言を引用するなどで、まひろの反感を買う。彼女の妄想の中で殺害されたが、実際は生きており、面接がこなせないまひろをお断りする。
和菓子屋の店主
演 ‐ 仁科貴
お釣りを渡す際の「はい、○○万円」というジョークが得意な、陽気な店主。訪れた一平にも同様に接客したところ、因縁をつけられて団子の串で鼓膜を破られる拷問を受ける。安否は不明。
大出
演 ‐ 伊能昌幸
ひまりが雇った凄腕の殺し屋。乗り込んできたちさと・まひろコンビに余裕たっぷりに挑発するなど、強敵の風格を出していたが、隙を突かれて瞬殺される。
姫子
演 ‐ 福島雪菜
ちさとが働くメイドカフェの先輩店員。大阪出身で、時おり関西弁が出る。貧乏で、平然とコンビニで1,000円使うちさとに驚いていた。一平に粗相をしてしまい首を絞められる。

## 音楽
- 主題歌 - KYONO「STAY GLOW feat.TAKUMA（10-FEET）」
- 挿入歌 - 髙石あかり&伊澤彩織「らぐなろっく 〜ベイビーわるきゅーれ〜 feat. Daichi」

## スタッフ
- 監督・脚本・編集 - 阪元裕吾
- 製作：奥村雄二、人見剛史、松原憲、小林未生和
- エグゼクティブプロデューサー - 鈴木祐介
- プロデューサー - 角田陸、後藤剛
- アクション監督 - 園村健介
- アクションコーディネーター：川本直弘
- 音楽プロデューサー - 松原憲
- 撮影・照明- 伊集守忠
- 録音：五十嵐猛吏、植田中
- 美術・装飾 - 岩崎未来
- スタイリスト - 入山浩章
- ヘアメイク - 赤井瑞希、吉野美沙子、仁部遥香
- 撮影証明助手：呉大雅俊、山崎充
- ガンエフェクト：会田文彦
- CG・エフェクト - 若松みゆき
- 仕上：久田宗里
- 編集スタジオ：フォーディメンションスタジオ
- 音響効果 - 吉田篤史
- MA：五十嵐猛吏、下元徹（サウンドライズ）、市村聡雄（サウンドライズ）
- スチール：小野佑介
- 演出補 - 工藤渉、濱中春
- 制作プロデューサー - 吉田浩太
- 制作：新関収一、信永浩志、古谷蓮
- 衣裳協力：DRC
- 音楽 - SUPA LOVE（曽木琢磨、高橋祐子、Uio）
- 音楽プロデューサー - 松原憲
- アソシエイトプロデューサ：米谷陵
- 製作 - 「ベイビーわるきゅーれ」製作委員会（TOKYO CALLING/ライツキューブ/SUPA LOVE/渋谷プロダクション）
- 制作プロダクション - シャイカー
- 配給 - 渋谷プロダクション

## 特典CD付きパンフレット
1枚の特典CDに下記を収録。
- 映画挿入歌 髙石あかり×伊澤彩織「らぐなろっく 〜ベイビーわるきゅーれ〜 feat. Daichi」avex trax
- ドラマCD（主人公ちさととまひろの日常を描いたオリジナルドラマ）[17]声の出演：髙石あかり/伊澤彩織
  - 第1話「手榴弾」[18]
  - 第2話「徳永さん」[18]
  - 第3話「ふたり」[18]